# برت هابسون
برت هابسون (انگلیسی: Bert Hobson; ۲۶ فوریهٔ ۱۸۹۰ – c. نوامبر ۱۹۶۳) بازیکن فوتبال اهل بریتانیا بود.
از باشگاه‌هایی که در آن بازی کرده‌است می‌توان به باشگاه فوتبال ساندرلند اشاره کرد.